# Need for Speed: Pro Street
Need for Speed: ProStreet is een racespel dat werd ontwikkeld door EA Black Box, een in Canada gelegen studio die in handen is van EA Games en uitgegeven door Electronic Arts.

## Geschiedenis
Het spel is het elfde spel in de serie Need for Speed. Het spel gaat net als de vorige in de serie over straatracen, maar dan niet alleen 's nachts maar ook overdag. In tegenstelling tot de voorgaande Need for Speed spellen, zijn alle auto-onderdelen bij de start beschikbaar en is het de bedoeling dat men auto's vrij speelt. Wat ook anders is bij ProStreet dan bij alle andere Need for Speeds (behalve de Underground serie), is dat je racet op een gesloten circuit, dus zonder de politie en zonder overig verkeer (dit is weer wel aanwezig bij de Underground serie).
Er zit in NFS ProStreet een schade model dat veel beter is dan in voorgaande spellen uit de Need for Speed-reeks. Als je tijdens een race tegen de muur aan rijdt heb je daar last van na het racen. Hoe vaker je botst hoe langzamer je auto wordt. Je kunt met repair-kaarten (die je kunt vrijspelen als je een event domineert) of met geld je auto repareren. Als je auto Total-Loss is kon je hem alleen repareren met een Total-Losskaart. Als je botst is de schade altijd anders dan de vorige keer. De ene keer zal iets afbreken en de andere keer zitten er krassen op.
De speler kan het spel spelen qua perspectief in de eerste of derde persoon. Het spel is voorzien van een jukebox waarbij de speler de muziek kan horen die bij het spel ingegrepen zit.

## Auto's
Dit is een niet-officiële lijst:
- 1965 Pontiac GTO
- 1967 Chevrolet Camaro SS
- 1967 Ford Mustang Shelby GT-500
- 1968 Plymouth Road Runner
- 1970 Chevrolet Chevelle SS
- 1970 Plymouth Hemi Cuda
- 1971 Dodge Challenger
- 1986 Toyota Corolla GT-S AE86
- 1989 Nissan 240 SX S13
- 1992 Ford Escort Cosworth RS
- 1995 Mazda RX-7
- 1996 Honda Civic CX Hatchback
- 1998 Toyota Supra
- 1999 Mitsubishi Eclipse
- 1999 Nissan Skyline R34
- 1999 Nissan Silvia S15
- 2003 Dodge Viper SRT-10
- 2003 Infiniti G35 Coupe
- 2003 Nissan 350Z
- 2004 Pontiac GTO
- 2004 Volkswagen Golf GTI
- 2005 Ford Mustang GT S-197
- 2005 Mazda RX-8
- 2005 Volkswagen Golf R32
- 2006 Audi RS4
- 2006 Acura RSX
- 2006 Chevrolet Corvette Z06
- 2006 Lamborghini Murcielago LP640
- 2006 Lexus IS350
- 2006 Lotus Elise
- 2006 Mitsubishi Lancer Evolution IX MR-edition
- 2006 Porsche 911 (997) Turbo
- 2006 Subaru Impreza WRX STI
- 2007 Audi S3
- 2007 Porsche 911 (997) GT2
- 2008 BMW E92 M3
- 2008 Chevrolet Camaro
- 2008 Mitsubishi Lancer Evolution X
- 2008 Nissan GT-R PROTO

### Officiële lijst
Deel 1:
- Nissan GT-R PROTO (jaartal niet bekend)
- 1970 Plymouth Hemi Cuda
- 1986 Toyota Corolla GTS AE86
- 1995 Mazda RX-7
- 1999 Mitsubishi Eclipse
- 2006 Audi RS4
- 2006 Mitsubishi Lancer EVO IX
- 2006 Volkswagen Golf GTI
- 2008 BMW M3

Deel 2:
- 1989 Nissan 240 SX
- 1999 Nissan Skyline R34
- 2006 Acura RSX
- 2006 Lexus IS350
- 2006 Lotus Elise
- 2006 Porsche 911 Turbo

Deel 3:
- 1967 Chevrolet Camaro SS
- 1969 Dodge Charger
- 1998 Toyota Supra
- 2003 Infiniti G35
- 2006 Honda Civic Si
- 2006 Nissan 350 Z
- 2006 Porsche Cayman S
- 2006 Volkswagen R32

## Soundtrack
- Airbourne: Blackjack
- Avenged Sevenfold: Almost Easy
- Bloc Party: Prayer (Does It Offend You, Yeah? Remix)
- Chromeo: Fancy Footwork (Guns 'N Bombs Remix)
- Clutch: Power Player
- CSS: Odio Odio Odio Sorry C
- Datarock: I Used To Dance With My Daddy (Karma Harvest Mix)
- Digitalism: Pogo
- Dude 'N Nem: Watch My Feet
- DÚNÉ: A Blast Beat
- Foreign Islands: We Know You Know It
- Junkie XL feat. Lauren Rocket: More (Junk O Flamenco Remix)
- Junkie XL feat. Lauren Rocket: More (Junk O Rock Remix)
- Junkie XL feat. Lauren Rocket: More (Junk O Punk Remix)
- Junkie XL feat. Lauren Rocket: More
- Klaxons: Atlantis To Interzone
- MSTRKRFT: Neon Knights
- Neon Plastix: On Fire
- Peaches: Boys Wanna Be Her (Tommie Sunshine's Brooklyn Fire Retouch)
- Plan B: More Is Enough feat. Epic Man
- Plan B: No Good (Chase & Status and Benni G Remix)
- Smallwhitelight: Spite
- The Faint: Dropkick The Punks
- The Horrors: Draw Japan
- The Rapture: The Sound
- The Toxic Avenger: Escape (Bloody Beetroots Remix)
- TV On The Radio: Wolf Like Me
- UNKLE: Restless feat. Josh Homme
- We Are Wolves: Fight And Kiss
- Wiley: Bow E3
- Yeah Yeah Yeahs: Kiss Kiss
- Year Long Disaster: Leda Atomica
- Yelle: A Cause Des Garcons (Riot In Belgium Remix)

## Collector's edition
Er is net als bij NFS Carbon ook een Collecter's edition voor Prostreet, genaamd: Boosterpack, het verschil tussen de normale versie en de Collector's edition is:
- 10 extra auto's, Aston Martin DB9, Aston Martin DBR9, Audi R8, Bugatti Veyron 16.4, Dodge Challenger Concept, Honda S2000, Koenigsegg CCX, Lamborghini Gallardo Superleggera, Lancia Delta Integrale Evo, Mclaren F1, Mercedes SL65 AMG, Plymouth Road Runner, Porsche 911 GT3, Porsche 911 GT3 RS, Porsche Carrera GT, Seat Leon Cupra
- Meer circuits waar je op kan rijden
- 21 nieuwe levels.

Deze upgrade kan je via Xbox Live en voor de pc downloaden. Voor de PlayStation 3 kan je exotisch auto's apart downloaden voor 3 Euro.

## Ontvangst
| Beoordeeld door        | Jaar | Platform      | Score |
| ---------------------- | ---- | ------------- | ----- |
| Cheat Code Central     | 2007 | Windows       | 94%   |
| PC Games (Duitsland)   | 2007 | Windows       | 80%   |
| 4Players.de            | 2007 | Xbox 360      | 78%   |
| Computer Bild Spiele   | 2007 | Wii           | 75%   |
| Gamer.co.il            | 2007 | Windows       | 73%   |
| Game Informer Magazine | 2007 | Wii           | 70%   |
| Jeuxvideo.com          | 2007 | Xbox 360      | 65%   |
| Softpedia              | 2007 | PlayStation 2 | 63%   |
| Jeuxvideo.com          | 2007 | PlayStation 2 | 60%   |
| Avid Gamer             | 2007 | Xbox 360      | 60%   |